# الحمامة (النادرة)

تعديل مصدري - تعديل

الحمامة محلة تابعة لقرية بيت النديش، التابعة لعزلة مالك بمديرية النادرة إحدى مديريات محافظة إب في الجمهورية اليمنية، بلغ تعداد سكانها 58 حسب تعداد اليمن لعام 2004.